# Ataque ao Parlamento do Iraque em 2022
A invasão ao Parlamento Iraquiano em 2022 ocorreu em 27 de julho de 2022 quando centenas de manifestantes iraquianos que apoiavam o clérigo xiita iraquiano Muqtada al-Sadr invadiram o prédio do Conselho de Representantes do Iraque localizado na Zona Verde, na capital do Iraque Bagdá. A incursão ocorreu após o vazamento de informações sobre a nomeação de Mohammed Shia' Al Sudani, das forças xiitas de oposição ao movimento sadrista, para o cargo de primeiro-ministro do Iraque. No início de julho, al-Sadr efetivamente vetou a candidatura do rival Nouri al-Maliki, acusando o ex-primeiro-ministro de corrupção em um tweet. O primeiro-ministro iraquiano em exercício, Mustafa Al-Kadhimi, pediu aos manifestantes que "retirem-se imediatamente" e, após uma mensagem pública de al-Sadr para "orar e ir para casa", a multidão se dispersou,  embora tenham retornado uma semana depois, quando al-Sadr exortou-os a não perder a "oportunidade de ouro" para exigir reformas.

## Incursão
Em 27 de julho, indignados com a influência do Irã na governança interna iraquiana, seguidores de al-Sadr invadiram a Zona Verde e o Parlamento Iraquiano em Bagdá. Embora depois de uma mensagem pública de al-Sadr para "orar e ir para casa", a multidão se dispersou. Milhares de partidários de Muqtada al-Sadr ficaram acampados no prédio do parlamento a partir de 27 de julho. Em 30 de julho, al-Sadr convocou-os a invadir o parlamento novamente, e pelo menos 125 pessoas ficaram feridas, incluindo 100 civis e 25 soldados iraquianos, de acordo com o Ministério da Saúde do Iraque.

## Cerco
De 29 a 31 de julho, manifestantes invadiram, ocuparam e cercaram o Parlamento do Iraque em apoio ao líder xiita Muqtada al-Sadr. Centenas de manifestantes ficaram feridos em confrontos com a Força de Segurança Iraquiana. Depois de serem retirados do parlamento, os manifestantes organizaram protestos e outras formas de manifestação fora do local.